# Пођо II (Терни)
Пођо II је насеље у Италији у округу Терни, региону Умбрија.
Према процени из 2011. у насељу је живело 35 становника. Насеље се налази на надморској висини од 239 м.